# الفرضية الصحية
الفرضية الصحية (بالإنجليزية: Hygiene hypothesis)‏ هي فرضية والتي تعني أن عدم تعرض الطفل في مراحل الطفولة المُبكرة إلى ممراضات والكائنات الحية الدقيقة التكافلية مثل (نبيت جرثومي معوي أو بروبيوتيك) والطفيليات التي تزيد بدورها حساسية التعرض للأمراض الأرجية عن طريق قمع التطور الطبيعي للالجهاز المناعي.